# David W. Ogden

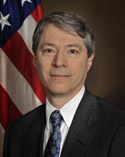
David W. Ogden

David William Ogden (* 12. November 1953) ist ein US-amerikanischer Jurist, der zeitweise auch stellvertretender US Attorney General war.

## Leben
Nach dem Schulbesuch studierte Ogden zuerst an der University of Pennsylvania und erwarb dort 1981 einen Bachelor of Arts (B.A.). Ein anschließendes postgraduales Studium der Rechtswissenschaften an der Law School der Harvard University schloss er 1981 mit einem Juris Doctor (J.D.) ab. Während des dortigen Studiums wurde er nicht nur Mitglied der akademischen Verbindung Phi Beta Kappa, sondern war auch Redakteur der Harvard Law Review.
Nach seiner anwaltlichen Zulassung im District of Columbia wurde er 1981 zunächst Protokollführer (Law Clerk) von Abraham David Sofaer, einem Richter am US District Court für den südlichen Bezirk von New York, und dann zwischen 1982 und 1983 von Harry A. Blackmun, einem Richter am Obersten Gerichtshof der Vereinigten Staaten. Im Anschluss wurde er 1983 zunächst angestellter Rechtsanwalt und dann 1986 Partner der Kanzlei Ennis Friedman & Bersoff, ehe er 1988 Partner von Jenner & Block wurde, einer Kanzlei mit heute Anwälten und Hauptsitz in Chicago.
Nach sechsjähriger Tätigkeit wechselte er 1994 in den Regierungsdienst und war erst stellvertretender Chefberater und Rechtsberater im US-Verteidigungsministerium. 1995 wurde er Mitarbeiter im US-Justizministerium und zwar erst als Associate Deputy Attorney General sowie anschließend von 1997 bis 1999 als Chef des Stabes und Berater von Justizministerin Janet Reno. Zuletzt war er dort US Assistant Attorney General und als solcher von 1999 bis 2001 auch Leiter der Abteilung für Zivilrecht (Civil Division).
Nach dem Ende der Präsidentschaft von Bill Clinton verließ er 2001 den Regierungsdienst und war bis 2009 Partner von Wilmer Hale, einer Großkanzlei mit 1000 Anwälten und Sitz in Washington. Dort war er zuständig für Angelegenheiten von Regulierungsbehörden und der Regierung. Nach dem Amtsantritt von Präsident Barack Obama wurde er im März 2009 als US Deputy Attorney General stellvertretender Justizminister und behielt dieses Amt bis Februar 2010. Danach wurde das Amt zunächst kommissarisch von Gary Grindler und kurz darauf von James M. Cole übernommen. Bereits bei seiner Nominierung für das Amt des Deputy Attorney General geriet er in die Kritik, da er sich für das Recht auf einen Schwangerschaftsabbruch aussprach und liberale Ansichten in Fragen der Sexualität vertrat. Nach seinem Rücktritt im Februar 2010 begann er wieder als Rechtsanwalt bei Wilmer Hale zu arbeiten.